# تاکایوکی یوکویاما
تاکایوکی یوکویاما (انگلیسی: Takayuki Yokoyama؛ زادهٔ ۲۲ دسامبر ۱۹۷۲) بازیکن فوتبال اهل ژاپن است.
از باشگاه‌هایی که در آن بازی کرده‌است می‌توان به باشگاه فوتبال سرزو اوساکا و باشگاه فوتبال شیمیزو اس-پالس اشاره کرد.